# Ska jazz
Ska jazz – styl muzyczny powstały w pierwszej połowie lat 90. w Nowym Jorku z połączenia ska i klasycznych elementów jazzu, zaliczany do tzw. "trzeciej fali ska".
Za prekursora gatunku uważany jest amerykański saksofonista Fred Reiter (znany również pod pseudonimem "Rocksteady Freddy"), były członek nowojorskiej grupy ska punkowej The Toasters. W roku 1994 założył on pierwszy na świecie zespół ska jazzowy, New York Ska-Jazz Ensemble. Przewodnią ideą stylu jest powrót do jazzowych korzeni muzyki ska, której pierwsi twórcy rozpoczynali swoje kariery występując w latach 40. i 50. w jamajskich big bandach. 

## Najważniejsi wykonawcy
- New York Ska-Jazz Ensemble
- Rotterdam Ska-Jazz Foundation
- St. Petersburg Ska-Jazz Review
- Tokyo Ska Paradise Orchestra